# Madonna Litta
Madonna Litta là một bức tranh cuối thế kỷ 15 được cho là của Leonardo da Vinci. Bức tranh mô tả Đức trinh nữ Maria đang cho Chúa Hài Đồng bú sữa mẹ. Các nhân vật được đặt trong một nội thất tối màu với hai lỗ mở hình vòm, như trong bức Madonna of the Carnation trước đó của Leonardo, và phong cảnh núi non ở góc nhìn từ trên không có thể được nhìn thấy xa hơn. Trong tay trái, Chúa Kitô cầm một con chim kim oanh, tượng trưng cho Cuộc khổ nạn trong tương lai của Người. Hiện tại, bức tranh đang được trưng bày tại Bảo tàng Hermitage, Saint Petersburg.